# Ned Beatty
Ned Beatty, född 6 juli 1937 i Louisville, Kentucky, död 13 juni 2021 i Los Angeles, Kalifornien, var en amerikansk skådespelare.
Efter en inledande karriär på regionalteatrar, slog denne mångsidiga karaktärsskådespelare igenom på 1970-talet. 
Beatty medverkade i många storfilmer och tv-serier, från ”Alla presidentens män” och ”Stålmannen” till ”Roseanne”. 
Beattys mest kända roll på vita duken kom i filmdebuten ”Den sista färden” 1972. Trots att han spelade mot de etablerade stjärnorna Burt Reynolds och Jon Voight var det Beatty som gjorde den i efterhand mest kända scenen, när han utsätts för ett brutalt övergrepp.
Efter debuten kom rollerna slag i slag och han Oscarsnominerades för sin insats i ”Network” 1976. Huvudrollerna var få, men på 1990-talet hade han en av de bärande rollerna i den banbrytande tv-serien ”Uppdrag mord”.
Efter över 160 filmer och tv-serier under 40 år gjorde han sin sista större roll som rösten till den rosa björnen Lotso i ”Toy story 3”.

## Filmografi i urval
- 1972 – Den sista färden
- 1973 – Kör hårt McKlusky
- 1974 – Arkebuseringen av menige Slovik
- 1975 – Nashville
- 1975 – M*A*S*H (TV-serie), avsnitt Dear Peggy (gästroll i TV-serie)
- 1976 – Alla presidentens män
- 1976 – Network
- 1976 – Chicago-expressen
- 1978 – Superman - The Movie
- 1979 – 1941
- 1982 – En kvinna kallad Golda (TV-film)
- 1991 – Hear my Song
- 1993 – Rudy
- 1993 - 1995 - Uppdrag: mord (TV-serie)
- 1995 – I sanningens tjänst
- 2007 – Shooter
- 2010 – Toy story 3 (röst)
- 2011 – Rango (röst)